# Куракин, Анатолий Александрович
Князь Анато́лий Алекса́ндрович Кура́кин (22 января (3 февраля) 1845 — 1 июля 1936) — член Государственного совета; действительный тайный советник (1880), шталмейстер (1896).

## Биография
Происходил из княжеского рода Куракиных. Родился в Санкт-Петербурге 22 января (3 февраля) 1845 года в семье генерал-майора князя Александра Борисовича и Марии Александровны, урождённой Гурьевой. По линии отца являлся правнуком Алексея Борисовича Куракина. Имел сестру Елизавету (1838—1917) и брата Бориса (1840—1922). Крещён 11 февраля 1845 года в церкви Св. Спиридона при Департаменте уделов, крестник деда графа А. Д. Гурьева и Т. Б. Потёмкиной. Получил домашнее образование, некоторое время посещал Императорский Санкт-Петербургский университет.

### Военная служба
В 1862 году поступил на военную службу в звании унтер-офицера в Кавалергардский полк. В том же году был произведён в юнкера, в 1863 — в корнеты, в 1864 — в поручики, в 1866 — в штабс-ротмистры. В связи с болезнью 22 июня 1867 был уволен в отставку.

### Хозяйственная деятельность
Выйдя в отставку, поселился в имении Андреевское Мологского уезда Ярославской губернии и занялся хозяйством, в частности животноводством и производством молочных продуктов. На территории имения находились водяная и паровая мельницы, маслобойный завод, животноводческая ферма на 100 коров, которые давали рекордные суточные надои. По его инициативе ежегодно в сёлах Мологского уезда проводились выставки молочного скота.
Занимался благотворительностью. В 1869 году в селе Некоуз он на свои средства открыл школу для крестьянских детей.
Князь Куракин был акционером Среднеамурской золотопромышленной компании и испанского металлургического общества, владельцем Дальневосточного промышленного общества по организации добычи нефти на Сахалине, лесопильного и цементного заводов в Симбирской губернии, Шестихинского кирпичного завода.

### Государственная служба
В 1869—1871 годах Куракин был мологским уездным предводителем дворянства. В 1869—1892 годах — почётный мировой судья Мологского уезда. С 1869 года — председатель уездной земской управы, губернский земский гласный, председатель Мологского училищного совета. В 1887—1898 годах — депутат от дворянства Мологского уезда в Ярославском дворянском собрании.
С 1872 года — чиновник особых поручений VI класса при Министерстве государственных имуществ, где занимался вопросами сельского хозяйства, горнозаводского дела и лесоводства. Состоял в ряде комиссий, в том числе в Комиссии по исследованию положения сельского хозяйства и сельской промышленности, в Комиссии для рассмотрения вопросов о возможности введения в России страхования скота.

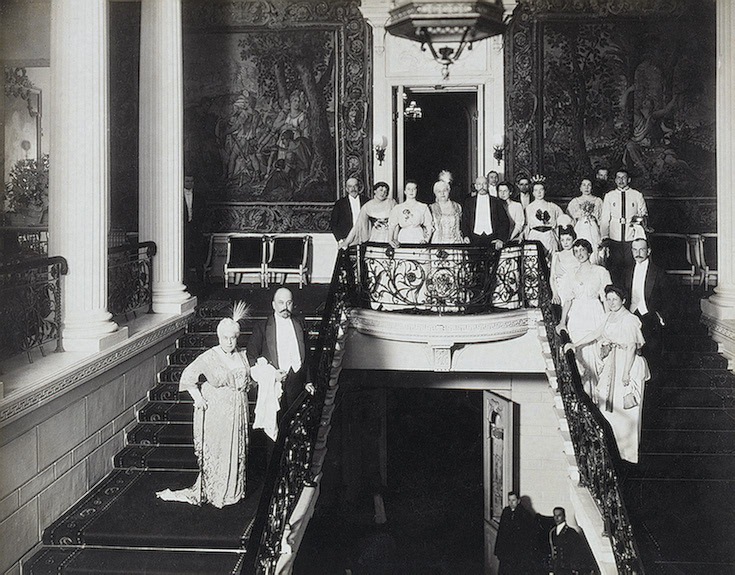
Празднование «золотой свадьбы» четы Куракиных в Зимнем дворце

В 1880 году получил чин действительного статского советника, в 1883 году назначен коронационным обер-церемониймейстером на коронации императора Александра III. С 1896 года — шталмейстер и член Особой сельскохозяйственной комиссии при Министерстве государственных имуществ. С 1899 года — член Совета министра земледелия и государственных имуществ. В 1905—1907 годах — член Совета главноуправляющего землеустройством и земледелием, с 1907 года стал его председателем. С 1899 года — почётный опекун Санкт-Петербургского опекунского совета, с 1908 — попечитель Санкт-Петербургского училища глухонемых.
Был членом Совета Русского собрания. 1 января 1909 стал членом Государственного Совета, где вошёл в правую группу. Его племянник Александр Борисович и сын Иван были депутатами Государственной думы.
В начале марта во время Февральской революции Куракин выразил поддержку новому режиму, но 1 мая 1917, как и все члены Государственного Совета по назначению, был выведен за штат, а 25 октября 1917 года уволен. Летом был арестован, вскоре после освобождения эмигрировал во Францию.
Князь Анатолий Александрович Куракин скончался в госпитале Вильжюиф в Париже, похоронен на кладбище Сент-Женевьев-де-Буа.

## Награды
- Орден Святого Александра Невского с бриллиантами[3]
- Орден Святой Анны 1-й степени
- Орден Святого Станислава 1-й степени с Императорской короной
- Орден Святого Владимира 4-й степени
- Тёмно-бронзовая медаль «В память коронации императора Александра III»
- Серебряная медаль медаль «В память коронации Императора Николая II»

Иностранные:
- итальянский орден Короны, большой офицерский крест 2-й степени
- черногорский орден Князя Даниила I 2-й степени
- прусский орден Короны 2-й степени со звездой
- австрийский орден Большой короны Франца Иосифа
- саксонский Командорский крест 1 класса
- саксонский Орден Альбрехта со звездой
- папский Командорский крест со звездой Пия IX
- турецкий орден Меджидие 2-й степени со звездой

## Семья

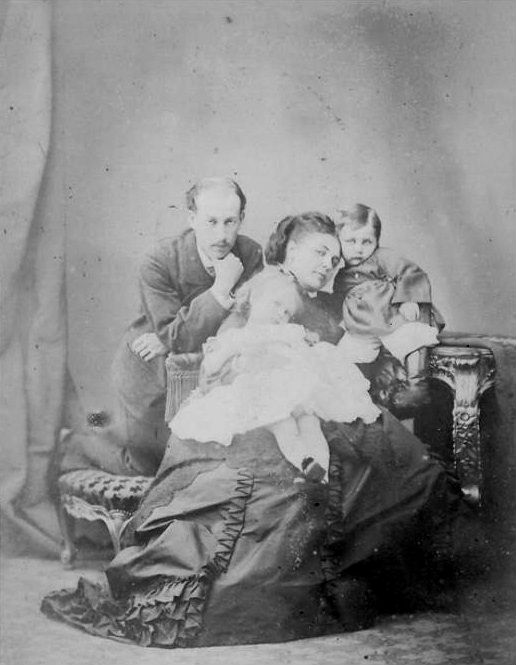
А. А. Куракин с женой и детьми

Женился 29 апреля 1864 года на княжне Елизавете Михайловне Волконской (1843—1921), единственной дочери князя Михаила Дмитриевича Волконского (1811—1875) и Анны Ивановны Паскевич-Эриванской (1822—1901). Согласно воспоминаниям двоюродной сестры князя Куракина, 19-летний Анатолий очень поразил своих родителей и родственников, объявив о своем намерении жениться на княжне Волконской, так как им трудно было считать его за серьезного человека, но впрочем, выбор его был прекрасен. Бракосочетание состоялось в домовой церкви княгини Потёмкиной, и «продолжение жизни их было только развитием их счастья». Родители Елизаветы Михайловны жили отдельно, поэтому она воспитывалась в Смольном институте, окончив который в 1860 году с серебряной медалью, жила у родного своего дяди князя Ф. И. Паскевича и состояла фрейлиной при дворе (08.09.1862). В 1865 году согласно дарственной отца она стала наследницей всех его владений. Была очень либеральной женщиной, по воскресеньям у нее собирались играть в карты, а затем бывали прекрасные холодные ужины. За заслуги мужа была пожалована в кавалерственные дамы (14.01.1914). Умерла от паралича в Петрограде 3 октября 1921 года. В браке родились:
- Мария (1865—1932), фрейлина, супруга (с 12.06.1891) князя Владимира Алексеевича Шаховского (1865—1918).
- Александр (1866—1871)
- Ирина (06.11.1867—03.03.1868), умерла от диареи в Париже.
- Анна (1871—1958), фрейлина, с 14 июня 1891 года супруга Николая Николаевича Шебеко (1863—1953).
- Михаил (1872—1932), с 1901 женат на баронессе Татьяне Врангель (1879—1970).
- Иван (1874—1950), с 1901 года женат на графине Софье Дмитриевне Толстой (1882—1963).